# Fauna van Puerto Rico

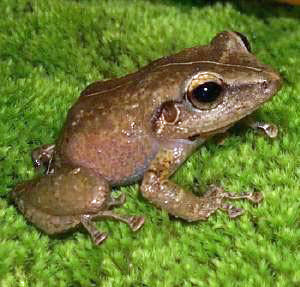
Coquikikker (Eleutherodactylus coqui)

De Fauna van Puerto Rico wordt net als op veel andere eilanden gekenmerkt door een hoge endemische graad en een lage biodiversiteit. Vleermuizen zijn de enige oorspronkelijke landzoogdieren in Puerto Rico. Alle andere landzoogdieren in de regio zijn door de mens geïntroduceerd. Van de 349 soorten vogels zijn ongeveer 120 soorten endemisch in de archipel, waarvan 47,5% zeldzaam is. Het meest bekende dier in Puerto Rico is waarschijnlijk de Coquikikker (Eleutherodactylus coqui), een endemische kikker die veel geluid maakt en een van de 86 soorten is van de herpetofauna van het eiland. Er zijn geen inheemse zoetwatervissen op Puerto Rico. De lage biologische diversiteit is ook duidelijk onder de ongewervelde dieren, die het grootste deel van de fauna van de archipel vormen. In de archipel is een totaal van 131 soorten endemisch: 16 vogels, 2 schaaldieren, 2 insecten, 1 duizendpoot, 1 slak, 30 reptielen en kikkers en 79 spinnen.